# Hockeria hockerioides
Hockeria hockerioides är en stekelart som först beskrevs av Boucek 1952.  Hockeria hockerioides ingår i släktet Hockeria och familjen bredlårsteklar. Inga underarter finns listade i Catalogue of Life.